# فراوانی آلل

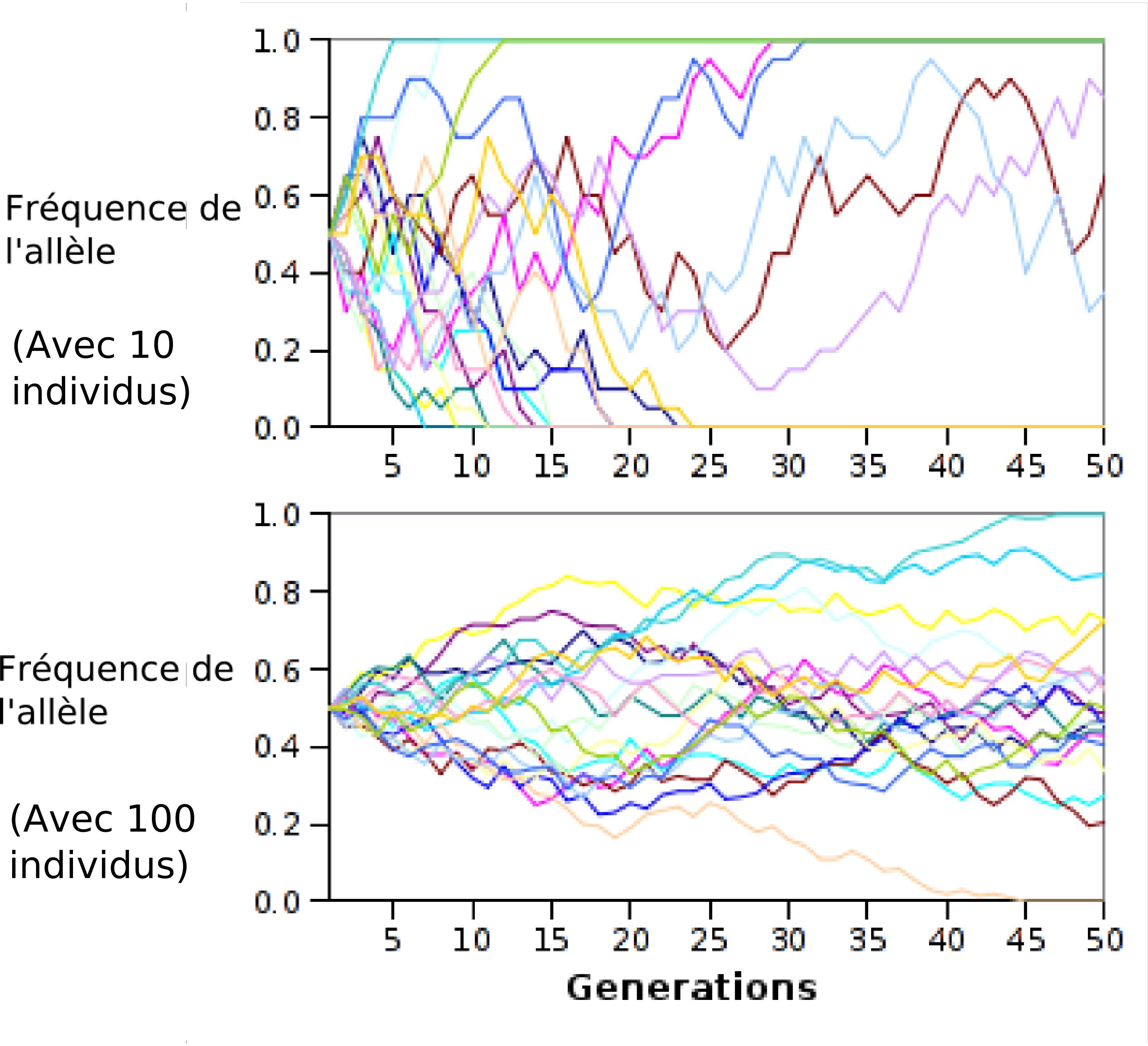
فراوانی آلل

فراوانی الل 'یا  فرکانس ژن  نسبت تمام نسخه های یک ژن است که از یک  نوع الل خاص از آن ژن ساخته شده باشد. به عبارت دیگر، تعداد نسخه از یک آلل خاص تقسیم بر توسط تعدادنسخه های از همه آللها در محل (لوکوس) ژنتیکی در یک جمعیت است. فراوانی الل را می توان به عنوان مثال به شکل "درصد" بیان کرد. در ژنتیک جمعیت، از فرکانس آلل برای به تصویر کشیدن میزان تنوع ژنتیکی در فرد، جمعیت و سطح گونه استفاده می شود.